# Ursinoscorpaenopsis kitai
Ursinoscorpaenopsis kitai (лат.) — вид лучепёрых рыб из трибы Scorpaenini семейства скорпеновых. Единственный вид в роде Ursinoscorpaenopsis.
Родовое название происходит от латинского ursus — медведь, а также греческих слов skorpis — скорпион и opsis — внешность.
Длина тела самцов до 24 см. В спинном плавнике 12 жестких и 10 мягких лучей. В анальном плавнике 3 жестких и 5 мягких лучей. Встречается в северо-восточной части Тихого океана у берегов Японии. Глубоководные хищные рыбы, обитающие на глубине до 138 м. Безвредны для человека.